# John Harkes
John Harkes (Kearny, 1967. március 8. – ) amerikai válogatott labdarúgó, edző.

## Pályafutása

### Klubcsapatban
Kearnyben született New Jerseyben. Futballozni középiskolás korában kezdett, ifjúsági szinten együtt játszott a későbbi válogatott csapattársaival Tony Meolával és Tab Ramosszal.
1985 és 1987 között a Virginiai Egyetem labdarúgócsapatában szerepelt, ahol Bruce Arena volt az edzője. 1988-ban úgy döntött, hogy teljes egészében a válogatottra koncentrál, abban az évben részt vettek az 1988-as szöuli olimpiai játékokon és az 1990-es világbajnokság selejtezői is elkezdődtek.
Profi pályafutását 1989-ben kezdte az Albany Capitals csapatánál, mely az American Soccer League-ben szerepelt. 1990 és 1996 között Angliában játszott. 1990 és 1993 között a Sheffield Wednesday, 1993 és 1996 között a Derby County csapatában szerepelt, de az 1995–96-os szezonban kölcsönadták a West Ham Unitednek.
1996-ban hazatért az újonnan megalakuló MLS-be. 1996 és 1998 között a D.C. United csapatában játszott, mellyekl 1996-ban és 1997-ben bajnoki címet szerzett, 1998-ban pedig megnyerte a CONCACAF-bajnokok kupáját. 1999-ben kölcsönadták a Nottingham Forestnek, ahol mindössze 3 mérkőzést játszott és visszatért az Egyesült Államokba. 1999 és 2001 között a New England Revolution csapatában játszott. 2001 és 2002 között a Columbus Crew együttesét erősítette.

### A válogatottban
1987 és 2002 között 90 alkalommal szerepelt az Egyesült Államok válogatottjában és 6 gólt szerzett. 1987 március 23-án egy Kanada elleni mérkőzésen mutatkozott be a nemzeti csapatban. Tagja volt az 1988. évi nyári olimpiai játékokon és az 1990-es világbajnokságon szereplő válogatott keretének is. Utóbbit javarészt főiskolás és félprofi játékosok alkották. A tornát három vereséggel zárták, de több játékos, mint Harkes, Ramos, Meola, Marcelo Balboa és Eric Wynalda formálta azt a magot, amely köré az amerikai válogatott épült a 90-es években és fontos szerepet játszottak az MLS fejlődésében. Az 1991-es CONCACAF-aranykupán arany, az 1993-as CONCACAF-aranykupán pedig ezüstérmet szerzett a válogatottal.
Részt vett a hazai rendezésű 1994-es világbajnokságon, ahol a Brazília elleni nyolcaddöntőt sárga lapos eltiltás miatt ki kellett hagynia. A brazilok végül 1–0-ra nyerték a párharcot.
Az 1995-ös Copa Américán a negyedik helyen zárt a válogatottal, a tornán többek között 3–0-ra legyőzték Argentínát és eljutottak az elődöntőig. Harkest az uruguayi Enzo Francescoli mellett a torna legjobb játékosának választották.
Ezen kívül tagja volt az 1992-es Fahd-király kupán, az 1996-os és 1998-as CONCACAF-aranykupán résztvevő csapatok keretinek is.

#### 1998-as világbajnokság

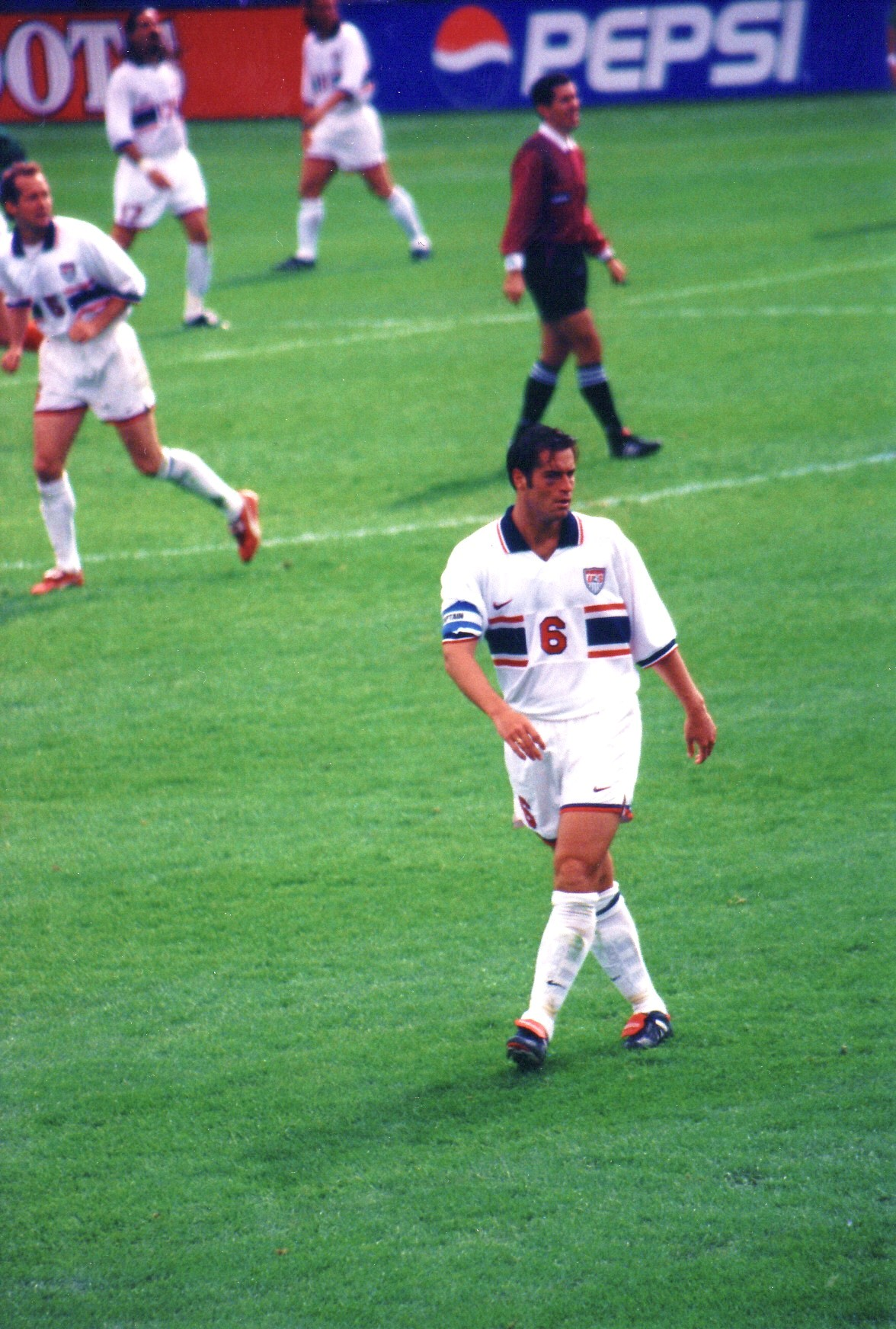
Harkes egy világbajnoki-selejtezőn 1997-ben

1996-ban az 1998-as világbajnokság selejtezőit megelőzően Harkest csapatkapitánnyá nevezte ki Steve Sampson szövetségi kapitány. A vezetői szerepnek eleget téve, hozzásegítette az amerikai válogatottat a kijutáshoz. Ennek ellenére, nagy meglepetésre nem került be a tornára utazó keretbe. Steve Sampson mindezt vezetői magatartásbeli indokolta, de az eset korán sem volt tisztázott abban az időben. A csapat mindhárom mérkőzését elveszítette és összesítésben az utolsó helyen végzett a világbajnokságon.
A valódi okokkal kapcsolatban csak évekkel később, 2010 februárjában nyilatkozott Sampson. A Harkes és Eric Wynalda felesége közötti affér miatt kellett kiraknia a keretből, amit Wynalda is megerősített nem sokkal 2010-es dél-afrikai világbajnokságot megelőzően, amikor az angol válogatott háza táján bontakozott ki egy hasonló ügy.
Harkes 1999-ben ismét meghívót kapott az újdonsült szövetségi kapitánytól és korábbi egyetemi edzőjétől Bruce Arénától. Az 1999-es konföderációs kupán bronzérmet szerzett a válogatottal.

### Góljai a válogatottban
| # | Dátum               | Helyszín        | Ellenfél    | Eredmény | Végeredmény | Kiírás          |
| - | ------------------- | --------------- | ----------- | -------- | ----------- | --------------- |
| 1 | 1989. augusztus 13. | Los Angeles     | Dél-Korea   | 1–2      | 1–2         | Barátságos      |
| 2 | 1990. február 24.   | Palo Alto       | Szovjetunió | 1–0      | 1–3         | Barátságos      |
| 3 | 1992. május 30.     | Washington D.C. | Írország    | 3–1      | 3–1         | 1992-es US-kupa |
| 4 | 1992. május 6.      | Chicago         | Olaszország | 1–1      | 1–1         | 1992-es US-kupa |
| 5 | 1995. június 11.    | Boston          | Nigéria     | 1–1      | 3–2         | 1995-ös US-kupa |
| 6 | 1995. június 18.    | Washington D.C. | Mexikó      | 3–0      | 4–0         | 1995-ös US-kupa |

## Sikerei
Sheffield Wednesday
- Angol ligakupa-győztes (1): 1990–91
- FA-kupa döntős (1): 1992–93

D.C. United
- MLS-győztes (2): 1996, 1997
- U.S. Open-kupa (1): 1996
- CONCACAF-bajnokok kupája (1): 1998

Egyesült Államok
- CONCACAF-aranykupa győztes (1): 1991
- FIFA-konföderációs kupa bronzérmes (2): 1992, 1999

## Külső hivatkozások
- John Harkes – a FIFA adatbázisában
- John Harkes adatlapja a National-Football-Teams.com oldalon (angolul)

- John Harkes adatlapja a worldfootball.net oldalon (angolul)
- John Harkes (angol, francia, spanyol nyelven). FootballDatabase.eu
- John Harkes profilja az Olympedia oldalán (angolul)